# Marienplatz

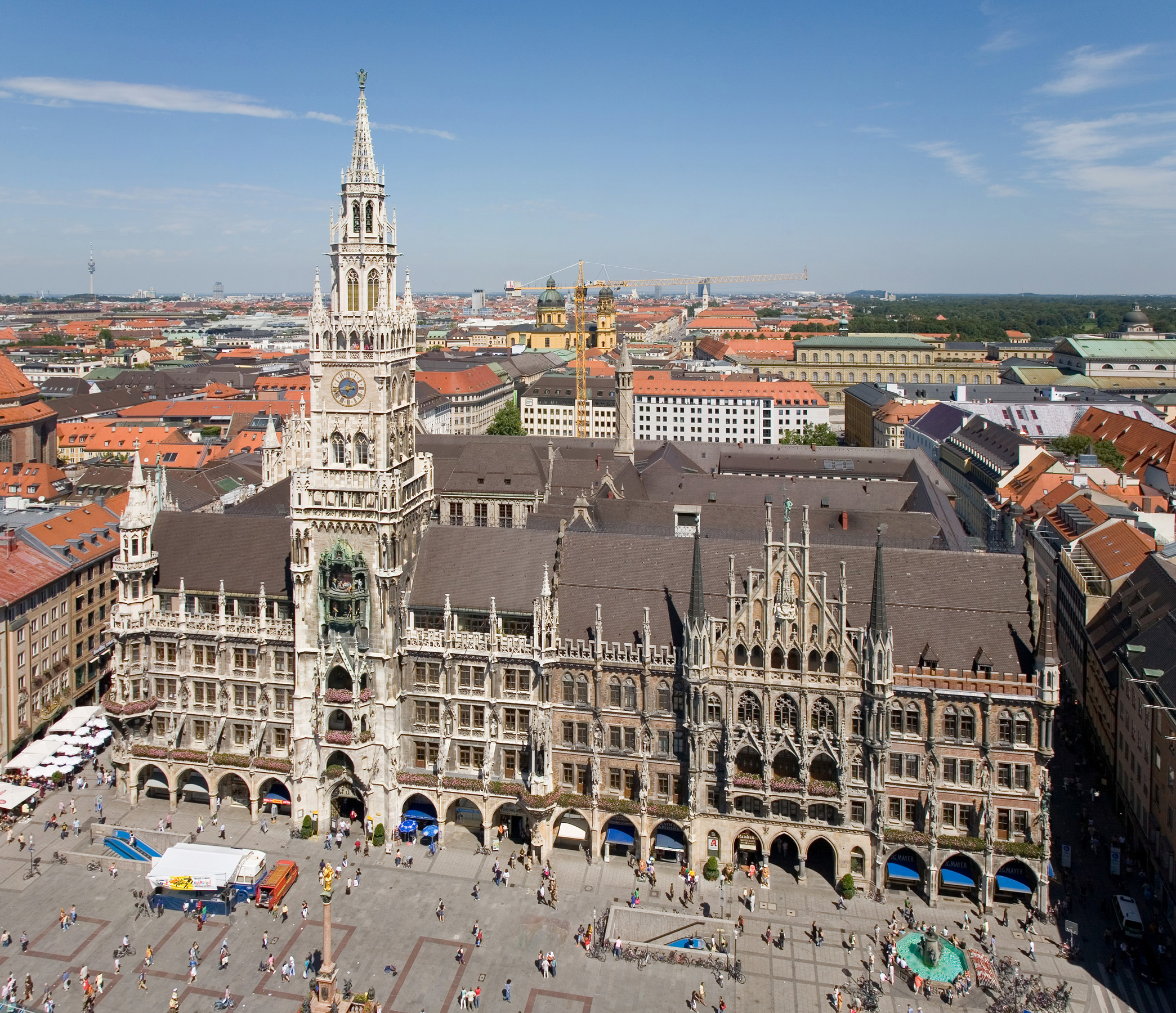
Vista de la Marienplatz con el Ayuntamiento de fondo.

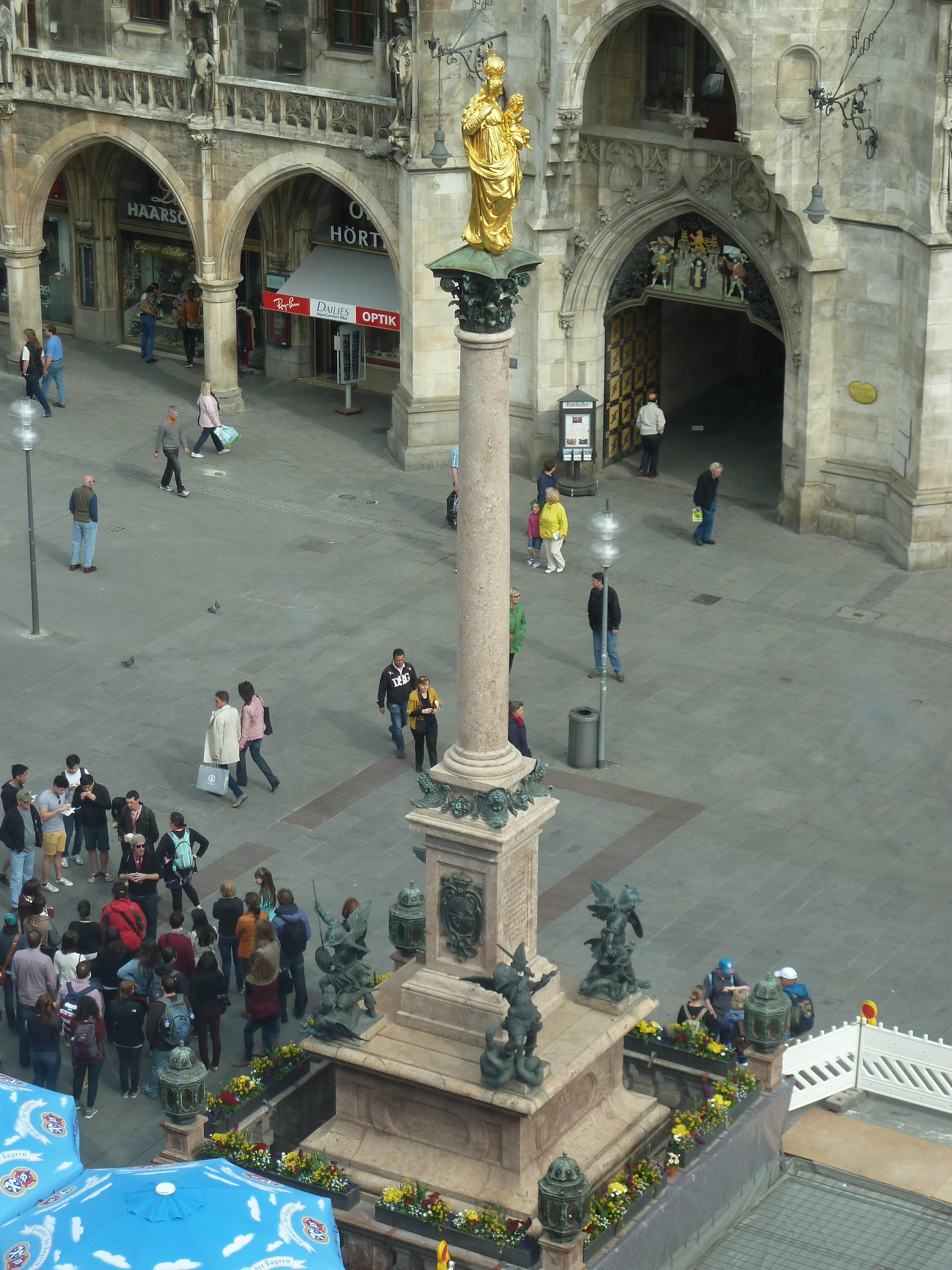
Columna de María, de la que toma el nombre la plaza.

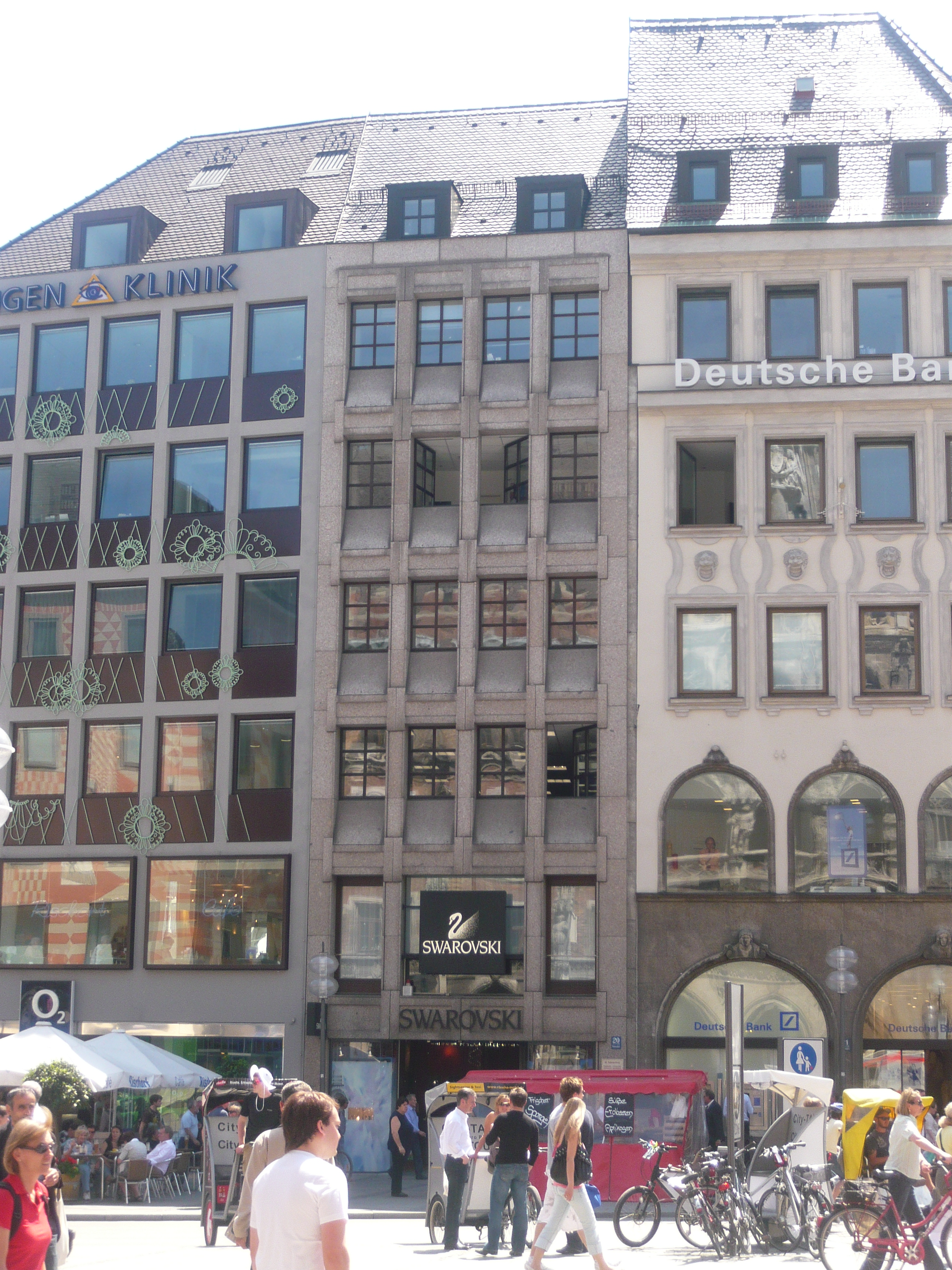
Swarovski en Marienplatz.

La Marienplatz (en español, «plaza de María») es la plaza central de Múnich, Alemania, desde la fundación de la ciudad en 1158. La Marienplatz es hoy día el centro neurálgico de la vida de la ciudad, alrededor de la cual se extienden las principales calles comerciales con todo tipo de comercios y restaurantes.  

## Arquitectura
Durante la Edad Media acogió mercados y torneos. El nombre de Marienplatz proviene de la Mariensäule (literalmente pilar o columna de María), que ocupa el centro de la plaza y fue erigido en 1638 para celebrar el fin de la ocupación sueca.  Actualmente, la Marienplatz está flanqueada por el Nuevo Ayuntamiento (Neues Rathaus en alemán) al norte y el Viejo Ayuntamiento (Altes Rathaus) al este.
Otro elemento significativo de la plaza es la popularmente conocida como Fuente del Pez, una modesta fuente ubicada en el lado este, que antiguamente servía a los pescaderos del mercado para mantener fresco el pescado y que hoy día es punto de referencia para las citas.

## Transporte
La Marienplatz, como centro de la ciudad, está bien comunicada con el resto de la ciudad y alrededores. La estación dispone de varias salidas a la plaza.
METRO (U-Bahn): La atraviesan las líneas 3 y 6.
TREN DE CERCANÍAS (S-Bahn): La atraviesan las líneas 1, 2, 3, 4, 6, 7 y 8.